# Отто Альберт Кох

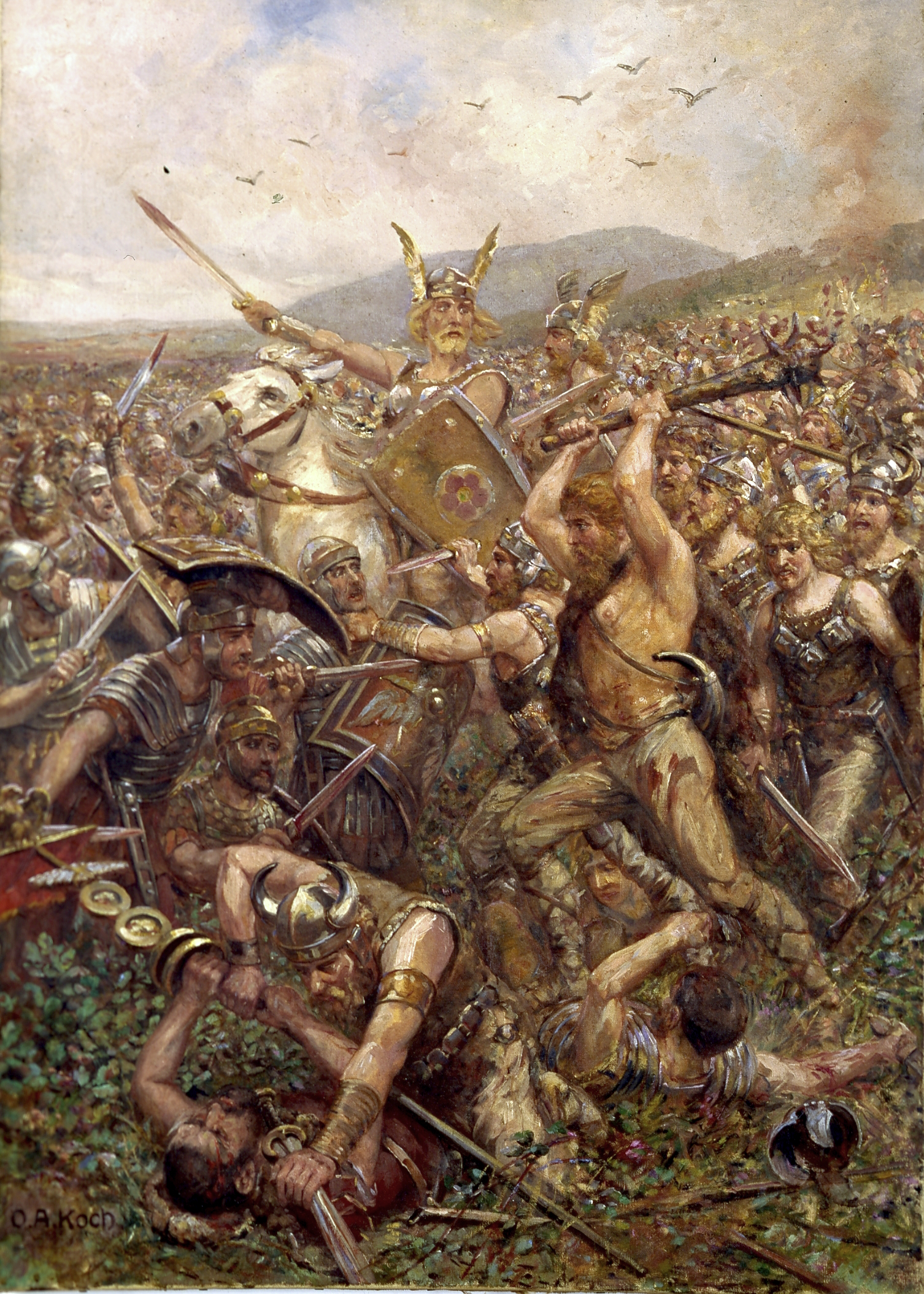
Битва в Тевтобурзькому лісі. 1909 рік

Отто Альберт Карл Кох (нім. Otto Albert Carl Koch; 1866 — 1921) — німецький художник, історичний і жанровий живописець, аквареліст.

## Біографія
Кох був сином мангеймського купця Йоганна Карла Фрідріха Коха та його дружини Кароліни Огюст Фердинанди, уродженої Гусс. Навчався на дизайнера в художній академії в Карлсруе. Здійснив мандрівки в Італію, Португалію, Тіроль і Нідерланди. Кілька років мешкав в Детмольді.
Через слабке здоров'я поселився в курортному місті Баден-Баден, де почав професійно займатися живописом. Йому допомогло його знайомство з художником і меценатом Робертом Енгельхорном, сином засновника компанії BASF.
Разом з Енгельхорном він заснував «Вільне співтовариство художників Баден-Бадена».
Експонував свої роботи в Мюнхенському скляному палаці, на виставках Мюнхенського сецессіона. У 1909 році заснував у Баден-Бадені Staatliche Kunsthalle, нині всесвітньо відомий виставковий зал.

## Творчість
Автор жанрових картин, полотен на сюжети з міфології, древньогерманської історії, пейзажів. Найвідомішою його роботою є велике полотно «Тріумфальна процесія Вакха». Крім того, займався рекламною графікою, плакатник.

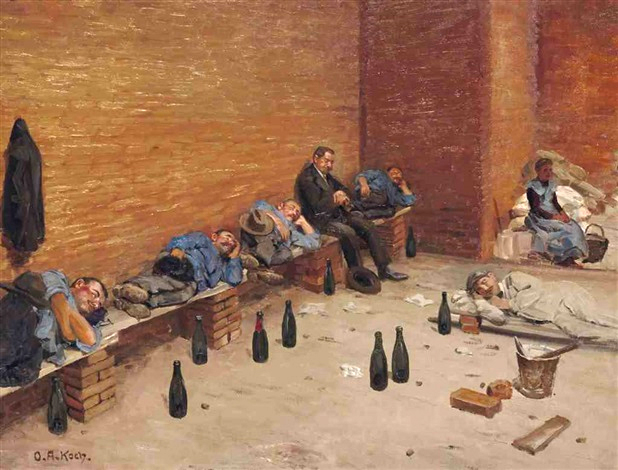
Перерва, до 1920
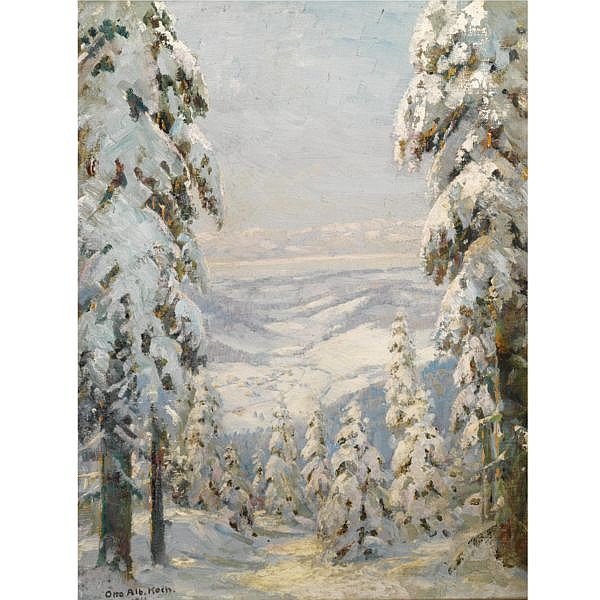
Зимовий пейзаж, до 1920
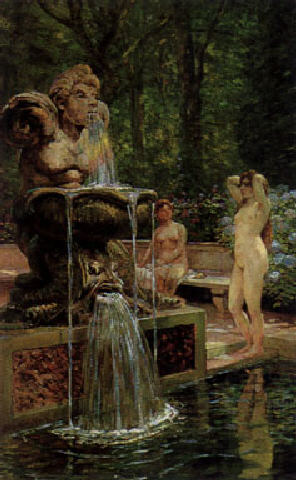
Літній день, 1910
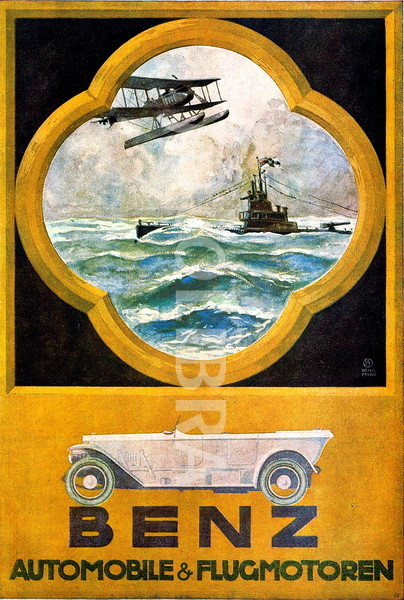
реклама автомобілів Mercedes Benz, до 1920